# شونفلد (براندنبورگ)
شونفلد (به آلمانی: Schönfeld) یک شهر در آلمان است که در Brüssow واقع شده‌است. شونفلد ۷۰۵ نفر جمعیت دارد.